# Aaron Lynch
Aaron Lynch é um filósofo e matemático norte-americano, mais conhecido por ser o autor de Thought Contagion: How Belief Spreads Through Society, que pode ser traduzido literalmente por "O contágio do pensamento: como as crenças se espalham através da sociedade".